# Paris axialis
Paris axialis là một loài thực vật có hoa trong họ Melanthiaceae. Loài này được H.Li miêu tả khoa học đầu tiên năm 1984.